# Université Bucknell
Pour les articles homonymes, voir Bucknell.
L'université Bucknell (en anglais : Bucknell University) est une université privée américaine fondée en 1846 et située à Lewisburg, en Pennsylvanie.

## Personnalités liées
- Nina Banks, économiste américaine, maitresse de conférences en économie de l'Université
- Diane Allen, femme politique américaine, y a fait ses études.